# Macroglossum vicinum
Macroglossum vicinum is een vlinder uit de familie van de pijlstaarten (Sphingidae). De wetenschappelijke naam van de soort werd in 1923 gepubliceerd door Heinrich Ernst Karl Jordan.

## Ondersoorten
- Macroglossum vicinum vicinum
- Macroglossum vicinum piepersi Dupont, 1941 (Thailand)